# Chu Jinling
Chu Jinling (chiń. 楚金玲; ur. 29 lipca 1984 w Chinach) – chińska siatkarka grająca jako przyjmująca. Obecnie występuje w drużynie Liaoning Brilliance Auto.